# Johann Samuel Klein
Johann Samuel Klein, magyarosan Klein János Sámuel, álnevén Bártfai Lénárt (Bártfa (Sáros megye), 1748. január 22. – Gölnicbánya, 1820. december 10.) ágostai evangélikus lelkész, teológus és történész.

## Élete
Bártán született, ahol apja, Michael Klein lelkész és író volt. Hazai tanulmányai végeztével 1765 előtt külföldre ment; 1772-ben a hallei egyetem hallgatója volt. Hazájába visszatérve 1774-ben eperjesi subrector lett; február 14-én beiktatták, ekkor De causis cur scholae protestantium ad paucitatem reductae fuerint? értekezett. Ezen állásában működött 1777 tavaszán is. 1783 júliusában Bártfára ment német lelkésznek, 1784 januárjában pedig Kassán lett a német gyülekezet lelki pásztora, míg 1790. január 31-én Gölnicbányán tartotta beköszöntőjét; itt később esperessé is megválasztották. Meghalt 1820. december 9-ről 10-ére virradó éjjel.
Klein „Nachrichten von den Lebensumständen und Schriften evangelischer Prediger" című műve III. kötetének (Pest, 1873.) 45. oldalán hivatkozik az általa Halléban 1771-ben negyedrétben kiadott „História ecclesiastica-jára, azonban ilyen műve nincs felsorolva a művei között, Bártfai Lénártról pedig ezen kívül semmit sem tudni, a hallei egyetemei anyakönyvben pedig nem szerepel ilyen hallgató neve, így Zoványi Jenő arra a megállapításra jutott, hogy Klein adta ki álnév alatt a munkát, ami abból is szempontból is érhető, hogy apját egy 1752-ben Lipcsében, majd Boroszlóban kiadott művéért a helytartótanács elbocsátotta körmöcbányai lelkészi állásából.

## Munkái
- Faustum diei onomastici recursum viro summe venerando Godofredo Schwarz ad d. VII. Maii 1765. Rintelii
- Carmina quaedam apostolica quibusevidentissime demonstratur Servatorem nostrum Jasum Christum esse verum Deum et verum hominem, dissertatio prima. Halae Magdeburgiae, 1772
- Fabulae Aesopi Phrygii, in usum juventutis, cumprimis vero poetarum, carmine elegiaco expressae. Tentamen primum, continet decades tres. Posonii, 1777
- Die wahre Beschaffenheit eines von Gott beruffenen Seelenhirtens. Eine Antrittspredigt, gehalten in der königl. freien Stadt Barthfeld, im Jahre 1783. den 6. Juni. 1784
- Der Christ bei der Feier eines glorreich erfochtenen Sieges und einer glücklich wiedereroberten Stadt. Eine Seigs und Dankpredigt gehalten über den Sieg Koburgs am Flusse Rimnik, als auch über die Eroberung Londons, er Stadt und Festung Belgrad, geschehen den 7. Oktober in dem evang. Bethause der deutschen Gemeinde zu Kaschau, den 25. Oktober als am 20. Sonntag nach dem Fester der heil. Dreieinigkeit. Kaschau, 1789
- Nachrichten von den Lebensumständen und Schriften evangelischer Prediger in allen Gemeinen des Königreichs Ungarn. Gesammelt und mit vielen Anmerkungen erläutert. Leipzig und Ofen, 1789. Két kötet. (A III. kötet Pesten jelent meg 1873-ban, mint a Fabó András által kiadott: Monumenta evangelicorum aug. conf. in Hungaria IV. kötete; a IV. kötet kéziratban maradt. Istm. Allg. Literatur Zeitung 1790. II. 209. sz., Ephem. Budenses 1790. 12. sz. Appendix és 13. sz.)
- Göllnitz, ein neu angelegter Weinberg des grossen Gottes. Eine Antritts und Einweihungs-Predigt gehalten den 31. Jäner. Kaschau, 1790
- Treuer Unterthanen Herzenserhebung zum höchsten Himmels-Könige am Krönungs- und Namenstage ihres Königs. Eine feierliche heilige Rede gehalten den 15. Nov. zu Göllnitz. Uo. 1790
- Katechismus. Uo. 1795
- Die Pflicht des Christen Gott für anderer Menschen Wohlthaten zu danken. Eine Predigt am hohen Namensfeste Sr. Majestät Franz I. den 4. October zu Göllnitz in dem ev. Bethause gehalten über die Sonntagsepistel. Uo. 1801
- Religionsunterricht für die evang. Jugend der Stadt Felka. Leutschau, 1811

Verseket írt Schwarz Gottfried rintelni superintendens tiszteletére (1765).

### Bártfai Lénárd néven
- Brevis conspectus historiae ecclesiasticae, in quo status religionis christianae ante adventum Hunnorum in Ungariam usque ad illa tempora solum, in quibus reformatio Lutheri coeperat. examinatur atque breviter exponitur. Halae, 1771